# Kunstjahr 1767
Liste der Kunstjahre

◄◄ | ◄ | 1763 | 1764 | 1765 | 1766 | Kunstjahr 1767 | 1768 | 1769 | 1770 | 1771 | ►

Weitere Ereignisse
Dieser Artikel behandelt das Kunstjahr 1767.

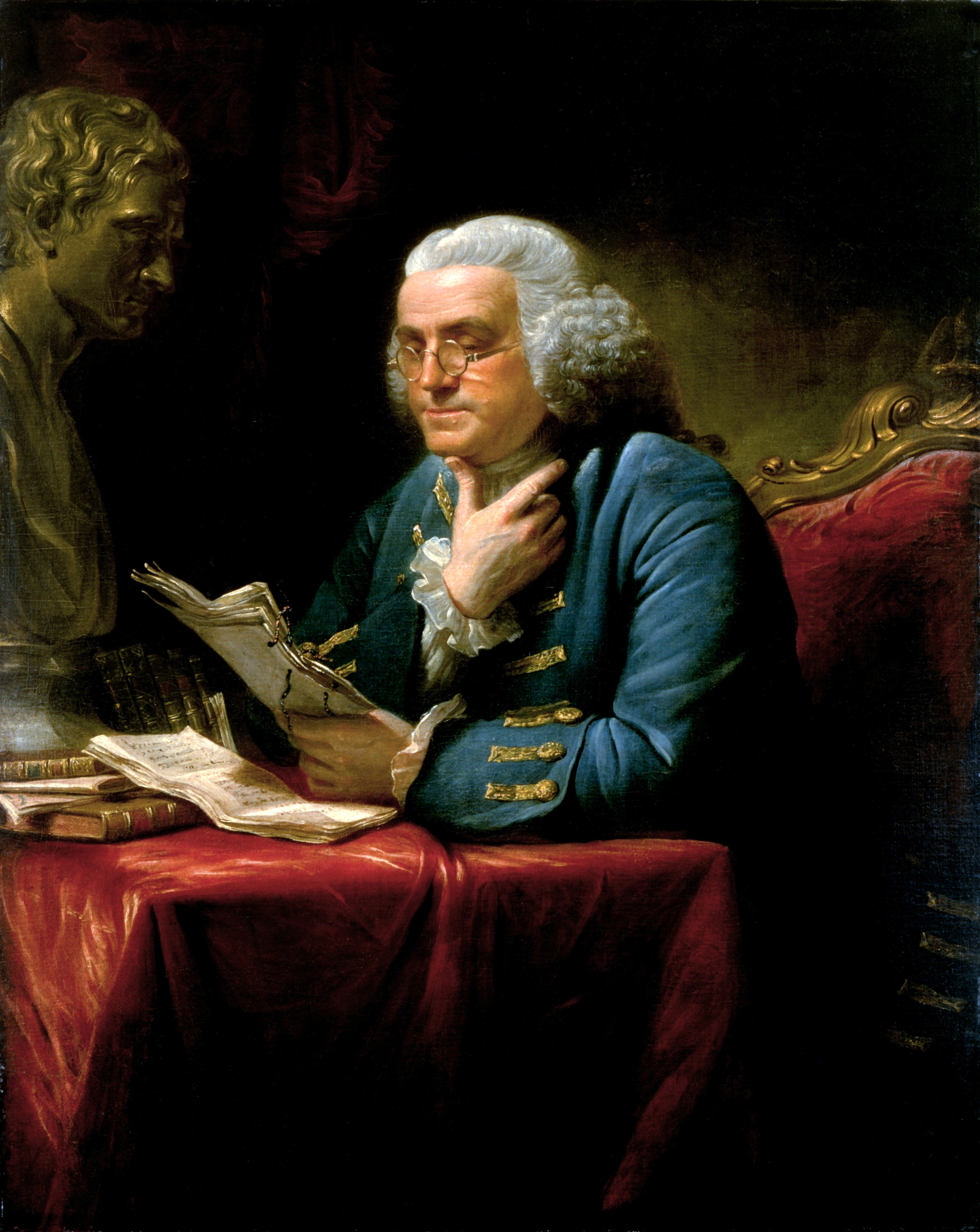
David Martin:
Benjamin Franklin 1767

## Ereignisse

### Malerei
- Louis-Michel van Loos Porträt von Denis Diderot wird im Salon de Paris ausgestellt.

### Sonstiges
- Die Patriotische Gesellschaft von 1765 gründet die spätere Hochschule für bildende Künste Hamburg als Kunstgewerbeschule.
- Die Chemische Fabrik Gebrüder Gravenhorst stellt erstmals Braunschweigisches Grün in großer Menge und Reinheit her.

## Geboren
- 05. Januar: Anne-Louis Girodet-Trioson, französischer Historien- und Porträtmaler, Illustrator klassischer literarischer Werke und Dichter († 1824)
- 22. Februar: Joseph Maria Christen, Schweizer Bildhauer († 1838)
- 06. April: Alexandre-Vincent Pineux Duval, französischer Architekt, Schriftsteller und Theaterdirektor († 1842)
- 11. April: Jean-Baptiste Isabey, französischer Maler († 1855)
- 24. April: Jacques-Laurent Agasse, Schweizer Maler († 1849)
- 02. Juni: Nikolaus Friedrich von Thouret, deutscher Maler und Hofbaumeister († 1845)
- 12. August: Friederike Leisching, deutsche Malerin und Zeichnerin († 1846)
- 24. August: Hans Conrad Escher von der Linth, Schweizer Wissenschaftler, Bauingenieur, Maler, Kartograf und Politiker († 1823)
- 09. Oktober: Theodor Gottfried Nicolai Angelo, dänischer Kupferstecher und Lehrer († 1816)
- 14. November: Maria Alberti, deutsche Malerin und Gründungsoberin der Clemensschwestern († 1812)

## Gestorben

### Todesdatum gesichert
- 04. Jänner: Johann Ferdinand Schor, österreichischer Maler, Architekt und Ingenieur (* 1686)
- 22. Februar: Johann Martin Bernigeroth, sächsischer Kupferstecher (* 1713)
- 15. März: Johann Georg Schmidt, deutscher Kupferstecher (* 1694)
- 24. März: Christian Friedrich Zincke, deutscher, in England tätiger Maler (* um 1684)
- 30. März: Johann Christoph Glaubitz, schlesischer Baumeister in Litauen (* 1700)
- 10. April: Johann Elias Ridinger, Württemberger Tiermaler, Radierer, Kupferstecher und Verleger (* 1695)
- 26. April: Peter Heel, süddeutscher Bildhauer (* 1696)
- 14. Mai: Philipp Heinrich Kisling, Hofmaler und Porträtist am Hof des Markgrafen von Baden-Durlach in Karlsruhe (* 1713)
- 21. Mai: Franz Anton Ermeltraut, deutscher Maler und Hofmalerei-Inspektor am fürstbischöflichen Hofe in Würzburg (* 1717)
- 22. Mai: Johann Georg Ehbruster, österreichischer Baumeister (* 1678)
- 15. Juni: Justus Juncker, deutscher Genre- und Blumenmaler (* 1703)
- 17. Juli: Norbert Grund, böhmischer Maler (* 1717)
- 31. Juli: Joseph Michael Schnöller, Tiroler Baumeister und Architekt (* 1707)
- 17. August: Gaspare Diziani, venezianischer Maler, Zeichner, Kupferstecher, Bühnenbildner und Restaurator (* 1689)
- 26. August: Johann Michael Beer von Bleichten, österreichischer Baumeister und Architekt (* 1700)
- 17. November: Giovanni Battista Pittoni, venezianischer Maler und Zeichner (* 1687)
- 06. Dezember: Benedetto Alfieri, italienischer Baumeister (* 1700)
- 06. oder 8. Dezember: Johann Peter Moll, deutscher Baumeister und Schultheiß in Grombach (* 1703)
- 09. Dezember: Johann Jacob Haid, deutscher Kupferstecher, Schabkünstler, Bildnismaler und Verleger (* 1704)
- 17. Dezember: Johann Michael Klein, deutscher Zimmermeister (* 1692)

### Genaues Todesdatum unbekannt
- Raphael Bachi, Pariser Miniaturmaler (* 1717)
- Emanuel Bowen, englischer Kupferstecher und Kartograph

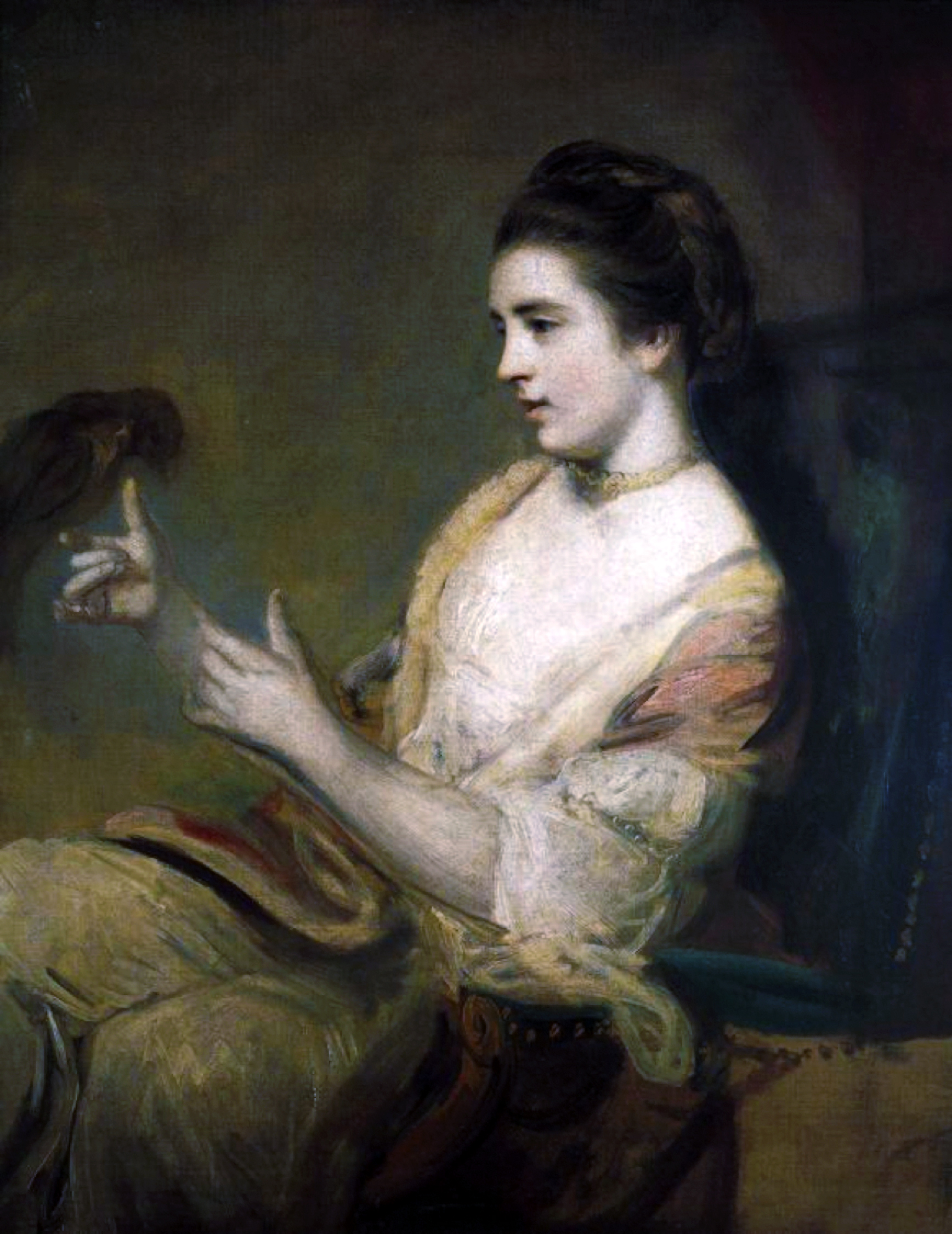
Joshua Reynolds: Kitty Fisher and Parrot, 1763/4

- Kitty Fisher, britische Kurtisane und Modell
- Franz Xaver Karl Palko, deutscher Historien- und Porträtmaler sowie Radierer (* 1724)
- Johann Ernst Rentzsch (der Jüngere), deutscher Maler (* 1693)
- Giuseppe Zocchi, Florentiner Maler und Zeichner (* 1711/1717)
- Ende des Jahres (begraben 1. Januar 1768): Jan Lauwryn Krafft, Brüsseler Kupferstecher, Radierer, Formschneider, Schriftsteller, Verleger und Sänger (* 1694)

### Gestorben um 1767
- 1765/1767: Johann Georg Glume, deutscher Bildhauer (* 1679)